# Volleyball-Bundesliga 2006/2007 (damer)
1. Bundesliga 2006–2007 spelades mellan 22 september 2006 och 12 maj 2007. I turneringen deltog 11 lag från DVV:s medlemsklubbar. Dresdner SC blev mästare för andra gången medan WiWa Hamburg åkte ur serien.

## Regelverk
Det tyska förbundets utvecklingslag VC Olympia Rhein-Neckar ersatte USC Braunschweig från föregående säsong. Lagen spelade först en grundserie där alla mötte alla. De sex första lagen gick vidare till en mästerskapsserie där ettan i serien blev tysk mästare. De fyra sista lagen gick vidare till en kvalserie. VC Olympia Rhein-Neckar spelade bara grundserien. I de bägge fortsättningsserierna behöll lagen sina resultat från grundserien.

## Deltagande lag
| - VT Aurubis Hamburg - WiWa Hamburg - Köpenicker SC - VC Olympia Rhein-Neckar - Dresdner SC - TSV Bayer 04 Leverkusen | - USC Münster - Schweriner SC - VfB 91 Suhl - Rote Raben Vilsbiburg - 1. VC Wiesbaden |

## Turneringen

### Grundserien

#### Spelschema
|              | Dresden | T. Hamburg | W. Hamburg | Berlin | Leverkusen | Münster | Schwerin | Suhl | Rhein-Neckar | Vilsbiburg | Wiesbaden |
| ------------ | ------- | ---------- | ---------- | ------ | ---------- | ------- | -------- | ---- | ------------ | ---------- | --------- |
| Dresden      | XXX     | 3-1        | 3-1        | 3-1    | 3-0        | 3-1     | 2-3      | 3-2  | 3-0          | 3-1        | 3-0       |
| T. Hamburg   | 0-3     | XXX        | 3-0        | 3-0    | 3-0        | 3-1     | 1-3      | 3-2  | 3-1          | 3-1        | 3-2       |
| W. Hamburg   | 1-3     | 0-3        | XXX        | 2-3    | 0-3        | 0-3     | 0-3      | 0-3  | 1-3          | 1-3        | 0-3       |
| Berlin       | 0-3     | 1-3        | 3-0        | XXX    | 3-1        | 3-0     | 0-3      | 1-3  | 3-2          | 2-3        | 3-0       |
| Leverkusen   | 2-3     | 3-1        | 3-0        | 2-3    | XXX        | 2-3     | 2-3      | 0-3  | 3-1          | 2-3        | 3-0       |
| Münster      | 2-3     | 0-3        | 3-0        | 3-1    | 2-3        | XXX     | 0-3      | 3-0  | 3-2          | 3-1        | 0-3       |
| Schwerin     | 2-3     | 1-3        | 3-0        | 3-0    | 3-0        | 3-1     | XXX      | 3-0  | 3-0          | 3-1        | 0-3       |
| Suhl         | 1-3     | 3-2        | 3-0        | 3-2    | 3-1        | 1-3     | 3-1      | XXX  | 3-1          | 3-1        | 1-3       |
| Rhein-Neckar | 1-3     | 0-3        | 2-3        | 1-3    | 0-3        | 1-3     | 0-3      | 1-3  | XXX          | 1-3        | 1-3       |
| Vilsbiburg   | 3-1     | 2-3        | 3-0        | 3-0    | 3-2        | 2-3     | 1-3      | 3-0  | 3-2          | XXX        | 3-2       |
| Wiesbaden    | 3-1     | 2-3        | 3-0        | 3-0    | 3-0        | 3-1     | 1-3      | 3-0  | 3-0          | 3-0        | XXX       |

#### Sluttabell[2]
| Pos.. | Lag                     | Pt | M  | V  | F  | SV | SF | Kvot  | PV   | PF   | Kvot  |
| ----- | ----------------------- | -- | -- | -- | -- | -- | -- | ----- | ---- | ---- | ----- |
| 1.    | Dresdner SC             | 34 | 20 | 17 | 3  | 55 | 25 | 2.200 | 1869 | 1609 | 1.161 |
| 2.    | Schweriner SC           | 30 | 20 | 15 | 5  | 51 | 24 | 2.215 | 1758 | 1540 | 1.141 |
| 3.    | 1. VC Wiesbaden         | 28 | 20 | 14 | 6  | 48 | 22 | 2.181 | 1628 | 1454 | 1.119 |
| 4.    | VT Aurubis Hamburg      | 28 | 20 | 14 | 6  | 47 | 29 | 1.620 | 1748 | 1643 | 1.063 |
| 5.    | VfB 91 Suhl             | 24 | 20 | 12 | 8  | 43 | 34 | 1.264 | 1796 | 1695 | 1.059 |
| 6.    | Rote Raben Vilsbiburg   | 22 | 20 | 11 | 9  | 43 | 40 | 1.075 | 1790 | 1725 | 1.037 |
| 7.    | USC Münster             | 20 | 20 | 10 | 10 | 38 | 40 | 0.950 | 1692 | 1709 | 0.990 |
| 8.    | Köpenicker SC           | 16 | 20 | 8  | 12 | 32 | 44 | 0.727 | 1616 | 1658 | 0.974 |
| 9.    | TSV Bayer 04 Leverkusen | 14 | 20 | 7  | 13 | 35 | 43 | 0.813 | 1647 | 1702 | 0.967 |
| 10.   | VC Olympia Rhein-Neckar | 2  | 20 | 1  | 19 | 18 | 59 | 0.305 | 1420 | 1754 | 0.809 |
| 11.   | WiWa Hamburg            | 2  | 20 | 1  | 19 | 8  | 59 | 0.135 | 1152 | 1627 | 0.708 |

| Vidare till mästerskapsserien | Vidare till kvalserien |

### Mästerskapsserien

#### Spelschema
|            | Dresden | T. Hamburg | Schwerin | Suhl | Vilsbiburg | Wiesbaden |
| ---------- | ------- | ---------- | -------- | ---- | ---------- | --------- |
| Dresden    | XXX     | 3-0        | 3-0      | 3-0  | 3-0        | 3-0       |
| T. Hamburg | 0-3     | XXX        | 1-3      | 3-1  | 2-3        | 1-3       |
| Schwerin   | 1-3     | 3-1        | XXX      | 3-1  | 3-0        | 3-0       |
| Suhl       | 3-2     | 3-1        | 1-3      | XXX  | 3-1        | 3-2       |
| Vilsbiburg | 0-3     | 3-0        | 0-3      | 1-3  | XXX        | 3-2       |
| Wiesbaden  | 2-3     | 3-1        | 1-3      | 2-3  | 3-1        | XXX       |

#### Sluttabell[3]
| Pos.. | Lag                   | Pt  | M  | V  | F  | SV | SF | Kvot  | PV   | PF   | Kvot  |
| ----- | --------------------- | --- | -- | -- | -- | -- | -- | ----- | ---- | ---- | ----- |
| 1.    | Dresdner SC           | 52  | 30 | 26 | 4  | 84 | 31 | 2.709 | 2700 | 2310 | 1.168 |
| 2.    | Schweriner SC         | 46: | 30 | 23 | 7  | 76 | 35 | 2.171 | 2624 | 2285 | 1.148 |
| 3.    | VfB 91 Suhl           | 36  | 30 | 18 | 12 | 64 | 55 | 1.163 | 2725 | 2621 | 1.039 |
| 4.    | 1. VC Wiesbaden       | 34  | 30 | 17 | 13 | 66 | 46 | 1.434 | 2516 | 2399 | 1.048 |
| 5.    | VT Aurubis Hamburg    | 30  | 30 | 15 | 15 | 57 | 57 | 1.000 | 2544 | 2547 | 0.998 |
| 6.    | Rote Raben Vilsbiburg | 28  | 30 | 14 | 16 | 55 | 65 | 0.846 | 2561 | 2585 | 0.990 |

| Tyska mästare |

### Kval

#### Spelschema
|            | V. Hamburg | Berlin | Leverkusen | Münster |
| ---------- | ---------- | ------ | ---------- | ------- |
| V. Hamburg | XXX        | 0-3    | 0-3        | 0-3     |
| Berlin     | 3-0        | XXX    | 3-1        | 0-3     |
| Leverkusen | 3-0        | 2-3    | XXX        | 3-2     |
| Münster    | 3-0        | 3-1    | 0-3        | XXX     |

#### Sluttabell[4]
| Pos.. | Lag                     | Pt  | M  | V  | F  | SV | SF | Kvot  | PV   | PF   | Kvot  |
| ----- | ----------------------- | --- | -- | -- | -- | -- | -- | ----- | ---- | ---- | ----- |
| 7.    | USC Münster             | 28  | 26 | 14 | 12 | 52 | 47 | 1.106 | 2193 | 2150 | 1.020 |
| 8.    | Köpenicker SC           | 24' | 26 | 12 | 14 | 45 | 53 | 0.849 | 2113 | 2135 | 0.989 |
| 9.    | TSV Bayer 04 Leverkusen | 22  | 26 | 11 | 15 | 50 | 51 | 0.980 | 2170 | 2196 | 0.988 |
| 10.   | WiWa Hamburg            | 2   | 26 | 1  | 25 | 8  | 77 | 0.103 | 1495 | 2079 | 0.719 |

| Nedflyttade till 2. Bundesliga |

## Resultat för deltagande i andra turneringar
| Klubb        | Vidare till                 |
| ------------ | --------------------------- |
| Dresdner SC  | CEV Challenge Cup 2006–2007 |
| WiWa Hamburg | 2. Bundesliga 2009/2010     |